# EsseGesse
EsseGesse är en samlingspseudonym för de produktiva italienska serieskaparna Giovanni Sinchetto (1922–1991), Dario Guzzon (1926-2000) och Pietro Sartoris (1926–1989). EsseGesse härleds från det italienska uttalet av de första bokstäverna i deras tre efternamn (S, G och S, dvs. esse, G, esse)
De hade en lång kreativ historia och är mest kända för sina italienska västernserier, som var populära på 50-talet, där de tillsammans agerade såväl manusförfattare, skissare, tuschare och omslagstecknare. Serierna översattes till franska, serbo-kroatiska, turkiska, grekiska, svenska, danska och norska.

## Karriär

### Bakgrund
Dario Guzzon och Pietro Sartoris gick på liknande skolor och examinerades båda som grundskolelärare. Guzzon gick först konstskola och därefter konsthögskola.
Sartoris startade förlagsverksamhet vilket så småningom förde honom till Taurina förlag, där han träffade Guzzon, som redan hade fått teckningar publicerade i tidningen Piccina.
När Taurina gick i konkurs, hade de båda männen blivit nära vänner och flyttat till ett annat förlag, Edizioni Alpe, som ägdes av Giuseppe Caregaro, där Guzzon skapade några avsnitt av serien Cucciolo, medan Sartoris redigerade Darman, efter manus av Amedeo Martini.
Senare, på Torelli-förlaget, mötte de Giovanni Sinchetto som skulle bli deras själsfrände i så många framtida tecknade äventyr.
Sinchetto debuterade 1943 med serien Fulmine Mascherato (ung. Den Maskerade Blixten) med teckningar av Giovanni Sinchetto efter manus av Cesare Solini, Andrea Lavezzolo och Gian Luigi Bonelli och publicerad av Della Casa, och fortsatte sedan med Carnera, publicerad av Torelli.
Efter att de 1949 beslutat att arbeta tillsammans under akronymen EsseGesse samarbetade de med Edizioni Alpe och skapade sin första karaktär: Olenwald il Nibelungo(en tydlig hyllning till Hal Foster‘s Prins Valiant), tecknad av Franco Donatelli och publicerad i Gazzetta dei Piccoli (en bilaga i Turin-tidningen Gazzetta del Popolo).
Senare, på Torelli-förlaget, mötte de Giovanni Sinchetto som skulle bli deras själsfrände i så många framtida tecknade äventyr.
Sinchetto debuterade 1943 med serien Fulmine Mascherato (ung. Den Maskerade Blixten) med teckningar av Giovanni Sinchetto efter manus av Cesare Solini, Andrea Lavezzolo och Gian Luigi Bonelli och publicerad av Della Casa, och fortsatte sedan med Carnera, publicerad av Torelli.
Efter att de 1949 beslutat att arbeta tillsammans under akronymen EsseGesse samarbetade de med Edizioni Alpe och skapade sin första karaktär: Olenwald il Nibelungo (en tydlig hyllning till Hal Foster‘s Prins Valiant), tecknad av Franco Donatelli och publicerad i Gazzetta dei Piccoli (en bilaga i Turin-tidningen Gazzetta del Popolo).

### Kinowa
Året därefter producerade de tre unga serieskaparna från Turin Kinowa, som debuterade i maj 1950, en tecknad serie byggd på manus av Andrea Lavezzolo (som skrev under pseudonymen A. Lawson) och publicerad av Dardo-förlaget, som ägdes av Gino Casarotti.
När Essegesse gick vidare för att teckna andra serier, som Kapten Miki, och Davy Crockett, tecknades Kinowas historier av Pietro Gamba.

### Kapten Miki
Den första serien som de tre serieskaparna, som då hade börjat signera serierna EsseGesse, producerade helt tillsammans publicerades av Editoriale Dardo den 1 juli 1951: Capitan Miki (på svenska Kapten Miki). På svenska gick serien i Vilda Västern.
Under den här perioden gjorde Guzzon skisserna i blyerts, som tuschades av Sinchetto som var trions stora grafiska talang. Sartoris tog hand om manuset.

### Davy Crockett
EsseGesse producerade också Davy Crockett (som i original hette Blek Macigno, men kallades Il Grande Blek på italienska), som publicerades av Casarotti den 3 oktober 1954, och som på svenska gick i Prärieserier. Serien utspelar sig i en tidsepok omskriven av James Fenimore Cooper i romanen Den siste mohikanen, som var en av de förlagor EsseGesse tagit intryck av.
Både Kapten Miki och Davy Crockett blev framgångsrika och skapades fram till 1965 för att senare fortsätta produceras utomlands med teckningar av bl.a. franska illustratörer. Serierna av EsseGesse sålde upp till 400 000 exemplar i veckan när de var som mest framgångsrika och serierna har tryckts om många gånger under åren.

### Uppbrottet
Efter att 1965 ha avbrutit samarbetet med Editoriale Dardo, eftersom trion inte var nöjda med den ekonomiska överenskommelsen, övergav de sina framgångsrika serier vars rättigheter de hade sålt, och försökte grunda ett eget förlag.

### Alan Mistero
Med SISAG (från Sinchetto, Sartoris, Guzzon) producerade de Alan Mistero, en serie som publicerades i veckotidningar utan större framgång, varför serien fördes över till förlaget Araldo, som publicerade serien i bilagan till Collana Araldo.

### Il Comandante Mark
Som nästa projekt föreslog de 1965 att Sergio Bonelli skulle producera en ny serie som utspelar sig under amerikanska frihetskriget, om en karaktär med ansvar för en grupp tappert kämpande patrioter. I september 1966 föddes så il Comandante Mark (serien publicerades på svenska i de sista 24 numren av Vilda Västern och hette då Ontarios vargar, men har i andra länder publicerats som Capt’ain Swing), en serie som finns återutgiven i samlingsvolymen Tutto Mark, sedan nyproduktionen upphörde 1990. Mark är ledare för gruppen Ontarios Vargar (Lupi dell’Ontario) som kämpar under amerikanska frihetskriget mot britternas rödrockar.
Sedan Sartoris och Sinchetto avlidit 1989 respektive 1991 var Guzzon den enda kvarvarande av trion. Dario Guzzon fortsatte producera samlingsvolymer med il Comandante Mark tillsammans med designern Lina Buffolente fram till 1999. Guzzons bortgång i maj 2000 markerade sedan slutet på EsseGesse.